# Glen St. Mary
Glen St. Mary es un pueblo ubicado en el condado de Baker en el estado estadounidense de Florida. En el Censo de 2010 tenía una población de 437 habitantes y una densidad poblacional de 364,42 personas por km².

## Geografía
Glen St. Mary se encuentra ubicado en las coordenadas 30°16′30″N 82°9′37″O / 30.27500, -82.16028. Según la Oficina del Censo de los Estados Unidos, Glen St. Mary tiene una superficie total de 1.2 km², de la cual 1.2 km² corresponden a tierra firme y (0%) 0 km² es agua.

## Demografía
Según el censo de 2010, había 437 personas residiendo en Glen St. Mary. La densidad de población era de 364,42 hab./km². De los 437 habitantes, Glen St. Mary estaba compuesto por el 94.51% blancos, el 2.52% eran afroamericanos, el 0.46% eran amerindios, el 0.69% eran asiáticos, el 0% eran isleños del Pacífico, el 0.23% eran de otras razas y el 1.6% pertenecían a dos o más razas. Del total de la población el 1.83% eran hispanos o latinos de cualquier raza.